# Eragisa
Eragisa é um gênero de traça pertencente à família Arctiidae.